# Český hudební slovník osob a institucí
Český hudební slovník osob a institucí (deutsch: Tschechisches Musiklexikon der Personen und Institutionen) ist ein umfassendes Online-Lexikon, das sich auf Persönlichkeiten und Institutionen der Musikkultur in der Tschechischen Republik spezialisiert hat. Es wird vom Zentrum für Musiklexikografie am Institut für Musikwissenschaft der Philosophischen Fakultät der Masaryk-Universität in Brünn herausgegeben und ist ein bedeutendes Nachschlagewerk für die Geschichte und Gegenwart der Musik in Tschechien.
Das Lexikon ist Nachfolger des zweibändigen Werkes Československý hudební slovník osob a institucí (Tschechoslowakisches Musiklexikon der Personen und Institutionen), das 1963 (Band 1) und 1965 (Band 2) im Staatlichen Musikverlag in Prag veröffentlicht wurde. Mit etwa 11.000 Einträgen war es seinerzeit das umfangreichste Nachschlagewerk über tschechische und slowakische Musiker und Institutionen. Die Herausgeber waren Gracian Černušák (1882–1962), Bohumír Štědroň (1905–1982) und Zdenko Nováček (1923–1987).
Das Online-Projekt Český hudební slovník osob a institucí wurde im Jahr 2001 gestartet und schrittweise auf ca. 16.000 Einträge zu allen bedeutenden Themen der tschechischen Musikkultur ausgebaut. Die Redaktion wird von Petr Macek, dem Leiter des Instituts für Musikwissenschaft, geleitet. Zum Redaktionsteam gehören außerdem Petr Kalina, Simona Sedláčková und Karel Steinmetz. Das Projekt wird durch Mittel des Instituts für Musikwissenschaft der Masaryk-Universität sowie durch Zuschüsse des tschechischen Kulturministeriums und der Grantagentur (Wissenschaftsförderagentur) der Tschechischen Republik (GA ČR) finanziert. Das Lexikon ist frei zugänglich und wird laufend aktualisiert.